# Classe La Melpomène
 (juin 2020).
La classe Melpomène est une classe de douze torpilleurs légers de la Marine française construits entre 1933 et 1934 et entrés en service entre 1936 et 1938.
Prévus comme escorteurs puis classés torpilleurs, les "600 tonnes" sont des bâtiments rapides et très manœuvrants. Ils avaient pour mission l'escorte des convois côtiers. Leur coupe élégante est celle d'un petit torpilleur mais leur robustesse se révèle insuffisante ainsi que leur rayon d'action en service de guerre. Six se réfugieront en Grande-Bretagne en juin 1940 mais trois seulement seront réarmés par des marins des Forces navales françaises libres. Les six autres servent dans la marine de Vichy. Trois seront sabordés à Toulon le 27 novembre 1942 et trois autres seront capturés par les Allemands à Bizerte le 8 décembre 1942. Plusieurs de ces six derniers bâtiments seront incorporés dans la Regia marina italienne et/ou la Kriegsmarine allemande puis coulés par les Alliés ou de nouveau sabordés. Ceux encore à flot en Grande-Bretagne seront remorqués vers la France en 1945 et mis à la ferraille en 1950.

## Caractéristiques
D'une longueur de 80,70 mètres et d'une largeur de 8 mètres, leur tirant d'eau moyen est de 3 mètres. Leur déplacement normal est 680 tonnes et atteint 895 tonnes à pleine charge. L'équipage est de 105 hommes 5 officiers, 15 officiers mariniers, 85 quartiers-maîtres et matelots.
La propulsion est composée d'un appareil évaporatoire de 2 chaudières timbrées à 27 kg/cm2 et d'un appareil propulsif de 2 turbines à engrenages Parsons ou Rateau développant 22 000 chevaux. Ils ont 2 hélices et peuvent filer 32 nœuds à pleine charge (36,5 nœuds aux essais). Leur rayon d'action est de 1 000 nautiques à 20 nœuds et de 650 nautiques à 25 nœuds. Ils embarquent 170 tonnes de mazout.
L'énergie est fournie par 2 moteurs Diesel alimentant 2 groupes électrogènes.
Leur artillerie (à l'origine) est de 2 canons simples de 100 mm sous masque, 1 sur la plage avant et le second sur le rouf arrière. Leur artillerie antiaérienne est constituée de 2 mitrailleuses antiaériennes jumelées de 13,2 mm de chaque côté du rouf arrière. Une plateforme de 2 tubes lance-torpilles de 550 mm est située derrière la seconde cheminée. Un grenadeur de sillage permettait de larguer 20 grenades anti-sous-marines. Enfin, une drague légère permettait de couper les orins des mines. Jusqu'en 1940, ils embarquaient une torpille remorquée Ginocchio ASM et un filet indicateur de sous-marins. Un nouveau modèle de remorquage pour cette torpille est expérimenté en 1939 par La Bayonnaise.

## Dans les Forces Navales Françaises Libres (FNFL)
Après l'évacuation de Dunkerque, La Melpomène, le Bouclier, le Branlebas, l'Incomprise, la Flore, et la Cordelière se réfugient en Grande-Bretagne, à Plymouth. Ils sont saisis par les marins britanniques de la Royal Navy lors de l'opération Catapult le 3 juillet 1940.
La Melpomène est restituée aux FNFL et escorte les convois côtiers durant 4 mois, de septembre à novembre 1940 et obtiendra une citation à l'ordre de l'armée, avant d'être placée en réserve. Elle reprend du service dans la Royal Navy, sous pavillon britannique, d'octobre 1942 à septembre 1943 avant d'être définitivement désarmée.
Le Bouclier est transféré à la marine néerlandaise d'août 1940 à janvier 1941 sans reprendre de service à la mer. Rendu aux FNFL, il participe à l'escorte de convois côtiers avant d'être désarmé en 1944.
Le Branlebas, armé par un équipage britannique, escorte des convois côtiers. Il est perdu corps et biens lors d'une tempête, le 14 décembre 1940.
L'Incomprise, la Flore et la Cordelière ont été restituées aux FNFL mais n'ont jamais été réarmées faute d'équipages français. En effet, beaucoup de marins préféreront renter en France. L'opération Catapult avait réveillé les vieux démons qui opposaient marins français et britanniques.
La fragilité des "600 tonnes" et la perte par fortune de mer du Branlebas, mais aussi les difficultés d'entretien et de réparations de ce type de bâtiments dont les pièces de rechange étaient restées en France occupée, conduisirent les Britanniques à désarmer prématurément, ou à ne pas réarmer, ces petits bâtiments pourtant très récents.

## Dans la marine de Vichy
La Bombarde, la Pomone et l'Iphigénie sont capturés à Bizerte par les troupes allemandes le 8 décembre 1942. Ils sont cédés à la Regia Marina italienne sous les noms de FR 41, FR 42 et FR 43. En avril 1943, les 3 torpilleurs sont restitués à la Kriegsmarine qui les classe d'abord comme escorteurs, puis de nouveau torpilleurs en mai 1943 avec pour noms TA 9, TA 10 et TA 11. Les tubes lance-torpilles sont débarqués. Un radar est installé et l'artillerie antiaérienne est renforcée par 2 canons simples de 37 mm, 1 affût quadruple et 10 pièces simples de 20 mm.
Le TA 9 (ex Bombarde) est mis en réserve à Toulon depuis septembre 1943. Il a été coulé par un bombardement américain le 23 août 1944.
Le TA 10 (ex Pomone) a été le seul bâtiment de cette série à participer à des opérations sous pavillon allemand. le 23 septembre 1943, il est gravement touché par le destroyer britannique HMS Eclipse (H08) aux abords de l'île de Rhodes et sabordé par son équipage quatre jours après ce combat.
Le TA 11 (ex Iphigénie) est détruit par des chars et des bâtiments italiens à Piombino sur l'île d'Elbe en septembre 1943 quand l'Italie, après l'armistice du 9 septembre 1943, reprend le combat avec les alliés, contre l'Allemagne.
La Bayonnaise, la Baliste et la Poursuivante sont sabordées à Toulon le 27 novembre 1942 et récupérées par les Italiens.
Les 2 premières unités devaient être remises en état et reprendre du service dans la Regia Marina. ils ont reçu les noms de FR 44 (ex la Bayonnaise et FR 45 (ex la Baliste). Quant à la Poursuivante, elle a été jugée irréparable.
Après la capitulation de l'Italie le 9 septembre 1943 (armistice de Cassibile), ces deux bâtiments sont repris par la Kriegsmarine et deviennent les TA 12 (ex la Bayonnaise et TA 13 (ex la Baliste). Ils n'ont jamais repris de service de guerre. Le TA 12 a été détruit par un bombardement américain sur Toulon le 24 novembre 1943. Le TA 13, en mauvais état, a été sabordé par son équipage, le 25 août 1944.

## Bâtiments
| Navire       | Chantier                                             | Mise en chantier | Lancement        | Mise en service | Service de guerre |
| ------------ | ---------------------------------------------------- | ---------------- | ---------------- | --------------- | --- |
| La Melpomène | Ateliers et chantiers de Bretagne, Nantes            | Décembre 1933    | 24 janvier 1935  | Août 1936       | Bâtiment saisi par les Britanniques le 3 juillet 1940. Restitué aux Forces navales françaises libres le 31 août 1940. Escorte de convois. Récupéré par la Royal Navy en septembre 1943 qui le place en réserve. Vendu pour la ferraille en 1950.    |
| Flore        | Ateliers et chantiers de Bretagne, Nantes            | Mars 1934        | 4 mai 1935       | Août 1936       | Bâtiment saisi par les Britanniques le 3 juillet 1940. Restitué aux Forces navales françaises libres le 31 août 1940 sans reprendre de service à la mer. Vendu pour la ferraille en 1950.                                                           |
| Pomone       | Ateliers et chantiers de la Loire, Saint-Nazaire     | Novembre 1933    | 25 janvier 1935  | Août 1936       | Bâtiment capturé par les Allemands le 8 décembre 1942 à Bizerte, cédé à l'Italie (FR 42), repris par les Allemands en mai 1943. Hors de combat au large de Rhodes par le HMS Eclipse le 22 septembre 1943, sabordée 4 jours après par son équipage. |
| Iphigénie    | Ateliers et chantiers de la Loire, Saint-Nazaire     | Décembre 1933    | 18 avril 1935    | Août 1936       | Bâtiment capturé par les Allemands le 8 décembre 1942 à Bizerte, cédé à l'Italie (FR 43), repris par les Allemands (TA 11). Coulé par des chars et des torpilleurs italiens au cours de la bataille de Piombino le 10 septembre 1943.               |
| Bayonnaise   | Chantiers maritimes du Sud-Ouest, Bordeaux           | 1934             | 28 janvier 1936  | Avril 1938      | Bâtiment sabordé à Toulon le 27 novembre 1942. Récupéré par les Italiens |
| Cordelière   | Chantiers et Ateliers Augustin Normand, Le Havre     | Août 1934        | 2 septembre 1936 | Août 1937       | Bâtiment saisi par les Britanniques le 3 juillet 1940, restitué aux Forces navales françaises libres le 31 août 1940. N'a jamais repris de service à la mer. Vendu pour la ferraille en 1950.                                                       |
| Incomprise   | Ateliers et chantiers de la Seine-Maritime, Le Trait | 1934             | 14 avril 1936    | Novembre 1937   | Bâtiment saisi par les Britanniques le 3 juillet 1940. Restitué aux Forces navales françaises libres le 31 août 1940. N'a jamais repris de service à la mer. Vendu pour la ferraille en 1950.                                                       |
| Poursuivante | Ateliers et chantiers de France, Dunkerque           | Août 1934        | 4 août 1936      | Août 1937       | Bâtiment sabordé à Toulon le 27 novembre 1942. Récupéré par les Italiens |
| Bombarde     | Ateliers et chantiers de la Loire, Saint-Nazaire     | 1935             | 23 mars 1936     | Avril 1937      | Bâtiment capturé par les Allemands le 8 décembre 1942 à Bizerte. Cédé à l'Italie (FR 41) puis repris par les Allemands (TA 9). Coulé par un bombardement américain au large de Toulon, le 23 août 1944.                                             |
| Branlebas    | Ateliers et chantiers Augustin Normand, Le Havre     | 1934             | 12 avril 1937    | Novembre 1937   | Bâtiment saisi par les Britanniques le 3 juillet 1940, Restitué aux Forces navales françaises libres le 31 août 1940. Perdu corps et biens avec un équipage britannique par fortune de mer le 14 décembre 1940 sur la côte sud de l'Angleterre.     |
| Bouclier     | Ateliers et chantiers de la Seine-Maritime, Le Trait | 1934             | 9 août 1937      | Avril 1938      | Bâtiment saisi par les Britanniques le 3 juillet 1940. Prêté aux Néerlandais puis rendu aux Forces navales françaises libres en janvier 1941. Escorte de convois côtiers. Vendu pour la ferraille en 1950.                                          |
| Baliste      | Ateliers et chantiers de France, Dunkerque           | 1934             | 17 mars 1937     | Octobre 1938    | Bâtiment sabordé à Toulon le 27 novembre 1942. Récupéré par les Italiens. |